# ФК Ница
ФК Ница (фр. Olympique Gymnaste Club de Nice-Côte d'Azur) је професионални француски фудбалски клуб из града Ница и тренутно игра у Француској првој лиги. Клуб је основан 1904. године и домаће утакмице игра на стадиону Алијанц ривијера капацитета 36.178 места.

## Познати играчи
| - Давид Оспина - Патрис Евра - Жист Фонтен - Иго Лорис - Марио Балотели |  | - Весли Снајдер - Ненад Бјековић - Марко Елснер - Јосип Каталински |  |